# Comité de défense des sites et rochers d'escalade
Le Comité de défense des sites et rochers d’escalade ou CoSiRoc est une association française créée en 1962, vouée à la protection des sites naturels de pratique de l'escalade. Le CoSiRoc rassemble plusieurs associations et fédérations de sport ou de montagne. Depuis sa création, le CoSiRoc a participé à des actions de protection de la nature, des aménagements ou équipements de sentiers et voies d'escalade, etc.